# Halagundaknal, Sindgi
Halagundaknal là một làng thuộc tehsil Sindgi, huyện Bijapur, bang Karnataka, Ấn Độ.